# Philippe Duron

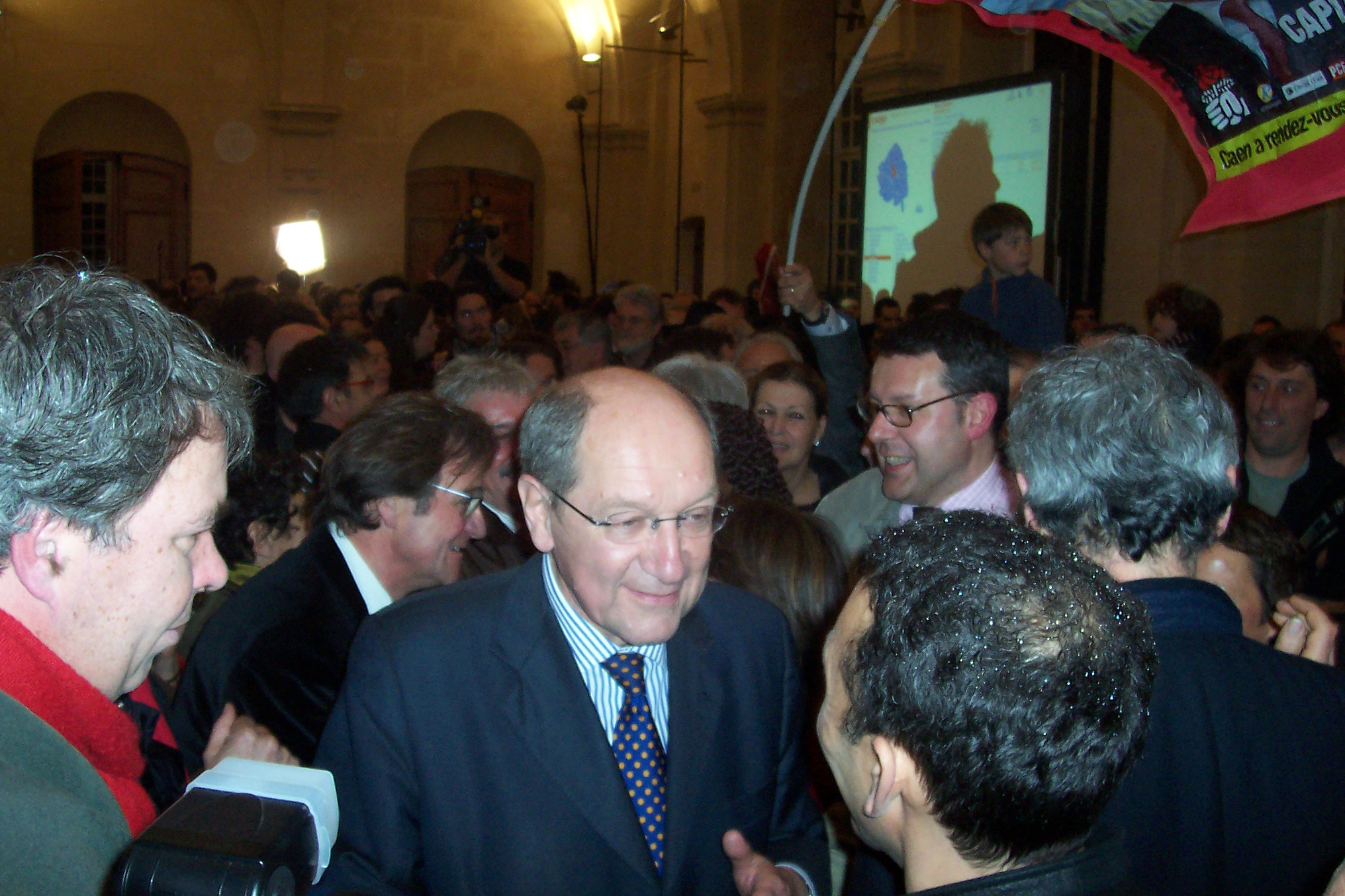
Philippe Duron

Philippe Duron (* 19. Juli 1947 in Antony, Département Seine) ist ein französischer Politiker. Er ist Mitglied der Sozialistischen Partei und war Bürgermeister der Stadt Caen (Basse-Normandie). Von 2004 bis zur Wahl zum Bürgermeister war er Präsident des Regionalrats der Basse-Normandie.

## Biographie
Nach dem Hochschulabschluss wurde Duron zunächst Dozent für Geschichte, danach Lehrer am Lycée. Er begann seine politische Laufbahn im Alter von 36 Jahren, als er zum Gemeinderat in Louvigny gewählt wird. Dort wurde er 1989 auch Bürgermeister. 1997 wurde er in die Französische Nationalversammlung gewählt, der er bis 2001 angehörte.
Er kandidierte bei den Kommunalwahlen 2002 um das Amt des Bürgermeisters von Caen, unterlag aber mit der Sozialistischen Partei der UMP und deren Spitzenkandidatin Brigitte Le Brethon. Nachdem er 2004 den Vorsitz der Partei im Département Calvados übernommen hatte, gelang es ihm, die linken Parteien der Region Basse-Normandie zu einen. Seit dem 28. März 2004 ist er Präsident des Regionalrates der Region Basse-Normandie.
Bei den Wahlen zur Nationalversammlung am 17. Juni 2007 gewann er den Wahlkreis Caen-West gegen die Bürgermeisterin und Herausforderin Brigitte Le Brethon. Am 8. November 2007 wurde er zum Spitzenkandidaten der vereinten Liste der Linken Caen en Capitales für die Kommunalwahlen in Caen nominiert. Im ersten Wahlgang am 9. März 2008 erzielt seine Liste 44 %, Brigitte Le Brethons 35,5 %. Den zweiten Wahlgang konnte seine Liste mit 56,26 %, gegenüber 43,74 % für die UMP, gewinnen. 
Am 3. April 2008 wurde er in der Position des Präsidenten des Regionalrats der Basse-Normandie durch Laurent Beauvais PS ersetzt. Seine Amtszeit als Bürgermeister von Caen endete am 5. April 2014 mit der Amtsübergabe an seinen gewählten Nachfolger Joël Bruneau von der UMP.